# Lina Hähnle

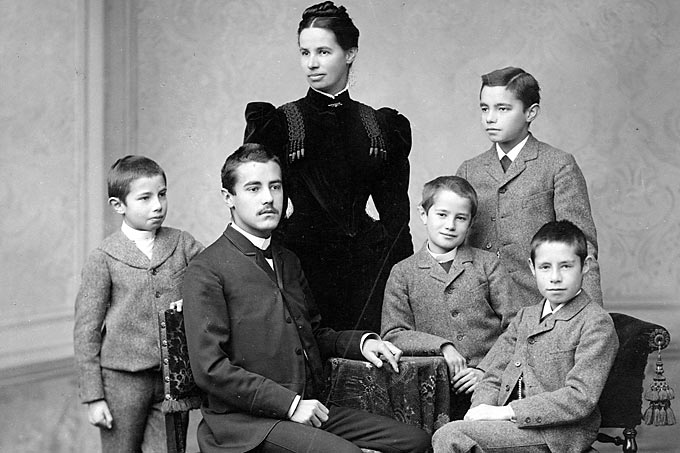
Lina Hähnle met haar zoons, ca. 1890

Emilie Karoline "Lina" Hähnle (Sulz am Neckar, 3 februari 1851 - Giengen an der Brenz, 1 februari 1941) was de oprichtster en lange tijd voorzitter van de belangrijkste en grootste Duitse vogelbeschermingsorganisatie Bund für Vogelschutz (BfV). Ze wist door haar vele activiteiten en capaciteiten van de vogelbescherming een succesvolle en goed georganiseerde beweging te maken. Om die reden wordt ze wel de 'Vogelmutter' (vogelmoeder) genoemd.

## Jeugd en gezin
Lina Hähnle werd geboren op 3 februari 1851 in Sulz am Neckar. Haar vader Johannes Hähnle was inspecteur van de Koninklijke Württembergse zoutziederij. Deze nam zijn dochter mee gedurende zijn inspectietochten en wandelingen langs de oevers van de Neckar en gaf uitleg over de daar voorkomende planten en dieren. In die tijd zou de liefde voor de natuur bij Lina zijn ontstaan.
Toen ze 20 was trouwde ze met haar neef Hans Hähnle. Deze was directeur van een viltfabriek in Giengen an der Brenz, die uitgroeide tot een wereldwijd opererend bedrijf. In een aantal opzichten toonde het welvarende paar zich sociaal betrokken. Zo voerden ze een vrijwillige ziektekostenverzekering in voor de werknemers en richtten ze een kinderdagverblijf op voor arbeiderskinderen.
Lina werd moeder van acht kinderen, van wie vijf zoons en een dochter volwassen werden. Behalve op haar gezin richtte ze zich op het beheer van haar woningen, moestuin en parken in Giengen en Stuttgart en gaf ze leiding aan het personeel.

## Vogelbescherming
In 1899 werd Lina Hähnle de eerste voorzitter van de Duitse Vogelbeschermingsorganisatie Bund für Vogelschutz (BfV), die op 1 februari van dat jaar in de Liederhalle van Stuttgart werd gevormd. Het was de opvolger van de een jaar eerder opgerichte Schwäbischen Bund für Vogelfreunde, die ze eveneens leidde. Hoewel niet alle mannen het vanzelfsprekend vonden dat ze het voor welvarende vrouwen gebruikelijke liefdadigheidswerk zo ruim opvatte, was juist bij dieren- en vogelbescherming het niet ongebruikelijk dat vrouwen deze rol op zich namen. Ook in de Engelse, Oostenrijkse en Nederlandse vogelbeschermingsbeweging speelden vrouwen een prominente rol. Zo richtte in Engeland Emily Williamson in 1889 de 'Plumage League', de voorloper van de Royal Society for the Protection of Birds. In Nederland stichtte Cecile de Jong van Beek en Donk met haar zus Elisabeth de Jong van Beek en Donk de Bond ter Bestrijding eener Gruwelmode de voorloper van de in 1899 opgerichte Vereeniging tot Bescherming van Vogels. Juist welvarende dames, werden geconfronteerd met de mode van die tijd om veren, andere vogeldelen of zelfs hele vogels op hoeden te dragen. Een deel van deze dames verzette zich daartegen, ook in Oostenrijk en Duitsland. Hähnle was een van hen en sloot zich aan bij de Oostenrijkse vogelorganisatie. Al snel richtte ze een Duitse zusterorganisatie op. Deze keerde zich niet alleen tegen de verenmode, maar ook tegen wat de massamoord op trekvogels werd genoemd. Men wilde zich in het algemeen inzetten voor het behoud van de inheemse avifauna, bijvoorbeeld door het creëren van nestmogelijkheden en het organiseren van voedselvoorziening voor vogels in de winter.
Hähnle vond deze doelen eigenlijk te beperkt en streefde naar een bredere vorm van natuurbehoud, vanuit het besef dat diersoorten en de omgeving van elkaar afhankelijk zijn. Nadat haar verzekerd was dat ze zich bij de bond voor meer dan vogels mocht inzetten, ging ze akkoord met de beperkte doelstelling. Nadat ze uit het familiekapitaal zelf al reservaten had gesticht, stuurde ze er op aan dat het stichten van natuurreservaten ook doel van de bond werd.
Lina Hähnle zou tot 1938 leiding geven aan de BfV. Haar man steunde haar daarbij, niet alleen door het verstrekken van giften, maar ook door politieke steun te verlenen via zijn contacten in de Reichstag en het deelstaatsparlement waar hij voor de Deutsche Volkspartei zitting had en zich onder meer inzette voor betere vogelbeschermingswetgeving. Mede door de inzet van Hähnle had de bond binnen een jaar 3500 leden, ook buiten Duitsland, onder wie de Amerikaanse president Theodore Roosevelt.

## Kwaliteiten
Lina Hähnle verrichtte verschillende taken binnen de BfV. Ze stuurde het personeel aan, organiseerde activiteiten en gaf lezingen. Verder bleek ze goed in staat te zijn geschillen op te lossen binnen de BfV of tussen natuurbeschermingsorganisaties. Ook wist ze netwerken rond de bond te vormen waartoe zeer uiteenlopende bevolkingsgroepen behoorden, zoals wetenschappers, adel, ondernemers en politici. Door het lidmaatschapsgeld laag te houden konden ook minder welgestelde burgers lid worden van de bond.
Hähnle was zeer bekwaam in het organiseren van acties en campagnes. In haar strijd tegen de verenmode zette ze krachtige slogans in. Ze zorgde ervoor dat hiervan een sterk emotioneel appel uitging waardoor burgers zich met vogels verbonden voelden. Ze ondernam ook praktische activiteiten zoals beplantingsacties met kinderen om actief aan verbetering van het milieu te werken. Om vogels te beschermen kregen mensen een beloning, daar waar de staat beloningen uitloofde voor het doden van sommige vogels. Ze slaagde erin om vogelbescherming als een algemeen belang erkend te krijgen. De opzet van organisatie en het bureau was eveneens uiterst professioneel, waarbij zowel het bedrijfsleven als succesvolle zusterorganisaties in andere landen als voorbeeld dienden.
In zekere zin pikant is dat ze zich verzette tegen de nadelige effecten van industrialisatie en technologische ontwikkelingen zoals de vervuiling van water, maar tegelijk exponent van die industrialisatie was en zich bediende van moderne technologie. Ze zag hierin geen tegenstrijdigheid. Met name van het nieuwe medium film bediende ze zich graag en veel om propaganda te maken voor de bond, maar ze liet bijvoorbeeld ook elektrische bedrading aanbrengen voor beveiliging van natuurgebieden.
Ook leidde aan de ene kant een welvarend bestaan, maar koos aan de andere kant soms juist voor weinig uitbundig gedrag zoals het dragen van eenvoudige kleding en het reizen per trein in de goedkoopste klasse. Haar eigen verklaring voor het laatste was dat ze daar goede gesprekken kon voeren en zelfs leden kon werven voor de BfV. Behalve als maatschappelijk betrokken wordt Hähnle ook beschreven als een autoritaire vrouw. Of ze gezien kan worden als rolmodel voor democratisering en vrouwenrechten, wordt om die reden door historici betwijfeld.

## Positie tijdens het nazibewind
Hähnle slaagde erin de BfV in drie tijdsgewrichten en politieke systemen verder te ontwikkelen, in het Duitse keizerrijk, in de Weimarrepubliek en ook in het Derde Rijk, telkens door voor een a-politieke koers te kiezen. Ze wist de adel aan zich te binden, ze maakte gebruikt van de democratische instituties en ze zocht een weg binnen de groene aspiraties van het nazi-bewind. De BfV legde, toen Adolf Hitler aan de macht kwam, zich neer bij de nieuwe situatie en veranderde in 1934 de naam in 'Reichsbund für Vogelschutz'. Voor Joden werd het lidmaatschap verboden. In welke mate de bond en Hähnle enige sympathie hadden voor het nieuwe bewind is niet duidelijk. Ze steunden soms openlijk de groene oogmerken van het nazi-regime, maar of ze dit van harte deden, is nog onvoldoende onderzocht. Er zijn sterke aanwijzingen dat het gezin Hähnle geen nazisympathieën had, maar ervoor koos om de bond zo neutraal mogelijk te laten zijn. Sommige historici menen daarom dat Hähnle koos voor een pragmatische positie, anderen zijn kritischer en vinden dat ze te weinig afstand tot het bewind bewaarde.

## Overlijden en eerbetoon
Lina Hähnle overleed op 1 februari 1941, net voordat ze 90 jaar zou worden en precies 42 jaar nadat de BfV was opgericht.

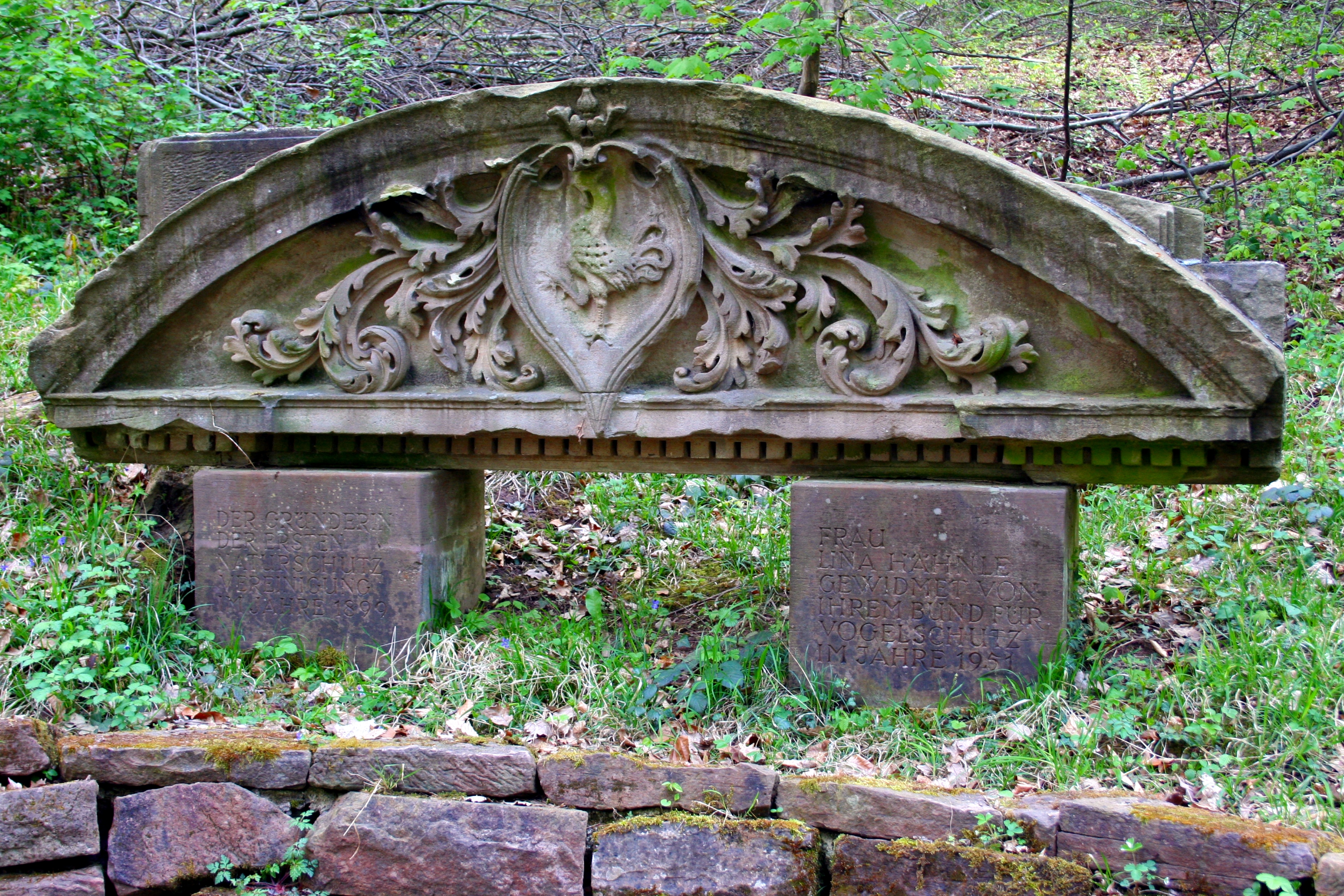
Gedenksteen Kräherwald (Stuttgart, 1951)

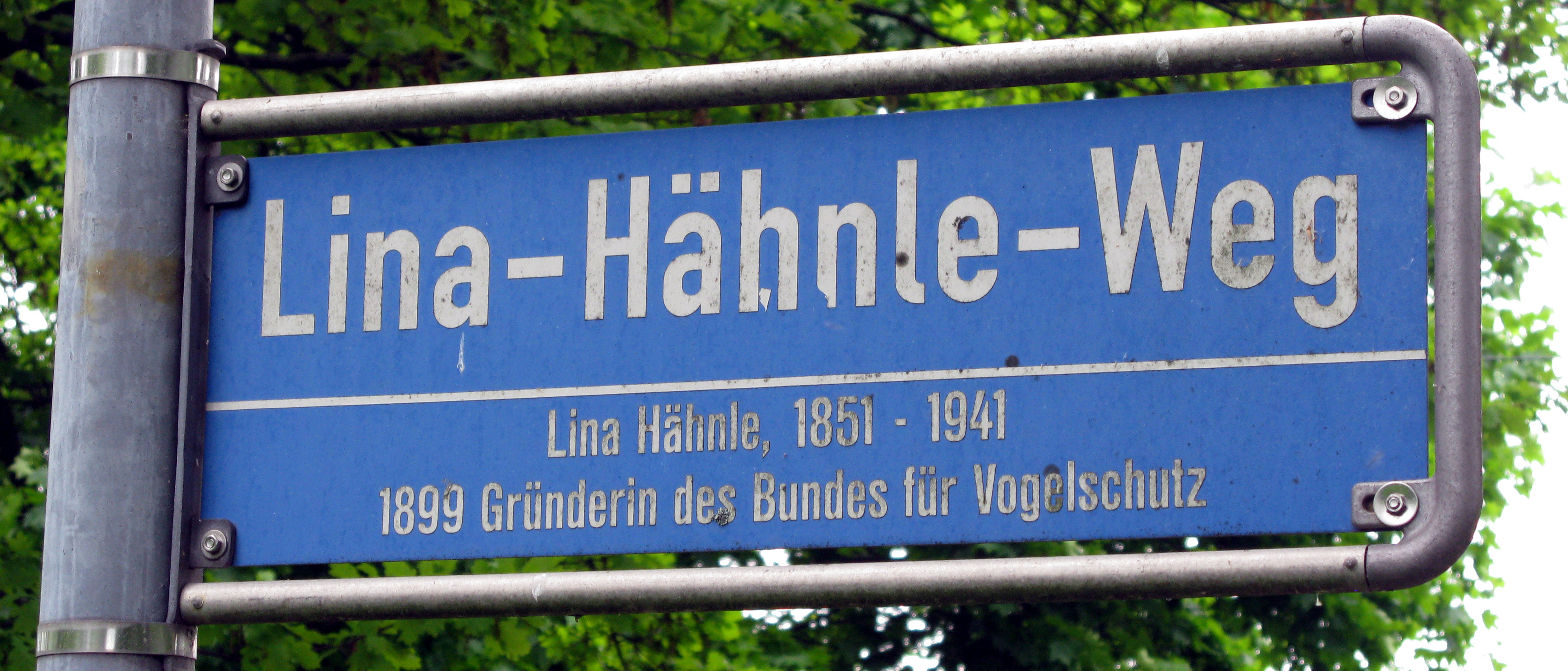
Lina Hähnle Weg in Dietenbachpark (Freiburg im Breisgau)

Bij Stuttgart staat in het Kräherwald een gedenksteen om haar te eren en in diverse steden, zoals Hannover en Freiburg, zijn straten naar haar vernoemd.